# Angelica Costello
Angelica Costello (Plattsburgh, 5 giugno 1978) è un'attrice pornografica statunitense.

## Biografia
Ha esordito nel mondo del cinema per adulti durante il 1998 nella serie di Ed Powers Dirty Debutantes. Fu Penthouse Pet per il mese di giugno 1999. Secondo il sito IAFD, s'è ritirata nel 2009.

## Premi
- 2005 AVN Award per la migliore scena di sesso (Video) - Stuntgirl (con Manuel Ferrara)[4]
- 2005 AVN Award per la migliore scena di sesso di gruppo (Video) - Orgy World 7 (con Ariana Jollee, Tyler Knight, Byron Long, Julian St. Jox ed altri)[5]

## Filmografia
- More Dirty Debutantes 96 (1998)
- Please 1: Let's Get Fucked (1998)
- Dirty Dirty Debutantes 20 (1999)
- Pickup Lines 39 (1999)
- Private Performance 81: Venus (1999)
- She's My Type of Tramp (1999)
- Up And Cummers 61 (1999)
- Up And Cummers 62 (1999)
- Anal University 6 (2000)
- Bob's Video 162: Bless Busy Fingers (2000)
- Buffy Malibu's Nasty Girls 23 (2000)
- Cellar Dweller 3 (2000)
- Charlie's Devils 1 (2000)
- Collection Of Ten (2000)
- Forced Smoke And Summer Heat (2000)
- Four Finger Club 11 (2000)
- Jungle (2000)
- Lesbian Piss Party (2000)
- Lube (2000)
- More Dirty Debutantes 168 (2000)
- More Dirty Debutantes 176 (2000)
- No Man's Land 32 (2000)
- PPV-560: Venus Pantyhose (2000)
- PPV-573: 3 Girl Panty (2000)
- Private Performance 123: Venus' Anal Encore (2000)
- Private Performance 126: Girlfriends 1 (2000)
- Seriously Fucked (2000)
- Sexy Sorority Initiations 2 (2000)
- She Squirts 4 (2000)
- Slap Happy 3 (2000)
- Slumber Party 13 (2000)
- Twist (2000)
- Virgin Stories 11 (2000)
- White Panty Chronicles 14 (2000)
- X-Rated Auditions 1 (2000)
- Barefoot Bedtime Stories 1 (2001)
- Bob's Video 168: Pretty Maids (2001)
- Charlie's Devils 2: The Next Position (2001)
- Chasing The Big Ones 9 (2001)
- Chocolate Oral Delights 2 (2001)
- Cock Smokers 30 (2001)
- Dangerous Intent (2001)
- Dayton: Extreme Close Up (2001)
- Deep Oral Ladies 13 (2001)
- Erotic Visions (2001)
- Extreme Teen 18 (2001)
- Fast Times at Deep Crack High 3 (2001)
- Flaunt It (2001)
- Flirts 1 (2001)
- Head Over Heels 7 (2001)
- Hot Smokey Mouths 3: Third Time Was The Charm (2001)
- Interracial Frats 1 (2001)
- IRL Magic Moments (2001)
- Jewel Raider (2001)
- Marissa (2001)
- Porn 'o Plenty 2 (2001)
- Rub The Muff 2 (2001)
- Seriously Screwed (2001)
- Shane's World 29: Frat Row Scavenger Hunt 3 (2001)
- Slammin' the Big One (2001)
- Slow Deep Drags (2001)
- Sweet Things (2001)
- Touch And Feety 6 (2001)
- United Colors Of Ass 7 (2001)
- Wet Cotton Panties 17 (2001)
- Young Dumb And Full Of Cum 7 (2001)
- 2 Freaky 4 U 1 (2002)
- A Train 5 (2002)
- Asses In The Air 4 (2002)
- Black Cravings 7 (2002)
- Bob's Video 172: Venus Aglow (2002)
- Breathless (2002)
- Chasin Pink 6 (2002)
- Color Blind (2002)
- Filthy Little Whores 6 (2002)
- Girl's Affair 64 (2002)
- Healing Touch (2002)
- Hook-ups 1 (2002)
- Hot Showers 4 (2002)
- Hot Smokey Mouths 5: Give And Take (2002)
- Inspirations (2002)
- Know Your Roommate (2002)
- Last Resort (2002)
- Malibu Blue (2002)
- Natural Instincts (2002)
- Oral Adventures Of Craven Moorehead 14 (2002)
- Oral Consumption 5 (2002)
- Paying The Piper (2002)
- Pimped By An Angel 3 (2002)
- Puritan Magazine 38 (2002)
- Soaking Wet Cotton Panties 8 (2002)
- Straight To The A 1 (2002)
- Up For Grabs 3: Briana Banks (2002)
- V-eight 4 (2002)
- XXX Superheroes 1 (2002)
- 6 Black Sticks 1 White Trick 4 (2003)
- Anal Addicts 13 (2003)
- Army Of Ass (2003)
- ATM Machine 2 (2003)
- Barbara Broadcast Too (2003)
- Beach Bunnies with Big Brown Eyes 13 (2003)
- Blow Me Sandwich 3 (2003)
- Bottom Feeders 10 (2003)
- Chasing Chloe (2003)
- Cumstains 1 (2003)
- Cumstains 2 (2003)
- Dayton's Having a Party (2003)
- Deep In Cream 2: Fire In The Hole (2003)
- Deep Oral Ladies 21 (2003)
- Deep Throat This 16 (2003)
- Desperately Seeking Jezebelle (2003)
- Disturbed 1 (2003)
- Double Booked (2003)
- Double Decker Sandwich 1 (2003)
- Double Dip 'er 2 (2003)
- Envy (2003)
- Gag Factor 11 (2003)
- Gang Bang 1 (2003)
- Gangland 40 (2003)
- Get In Where You Fit In 1 (2003)
- Girls Gone Cock Wild 2: Lake Havasu (2003)
- Hardcore Climax 1 (2003)
- Hooking (2003)
- House of Lies (2003)
- I Like It Black And Deep In My Ass 1 (2003)
- I'm Your Slut 2 (2003)
- Innocent And Blindfolded (2003)
- Inter-racial Love Stories (2003)
- Internal Cumbustion 2 (2003)
- International Tushy (2003)
- Interracial Cum Black 3 (2003)
- Iron Maidens 2 (2003)
- Italian Sausage 1 (2003)
- Italian Sausage 2 (2003)
- Just Ass For All (2003)
- Legends Of Sex (2003)
- Lessons In Cum 3 (2003)
- Lex Steele XXX 2 (2003)
- Lost Angels: Wanda Curtis (2003)
- Love is War (2003)
- Making The Scene (2003)
- Married Women's Fantasies 1 (2003)
- Monica's Sex Crimes (2003)
- Mrs. Jones (2003)
- My High School Reunion Gangbang 1 (2003)
- Mystified 1: The Vision (2003)
- On the Prowl 5 (2003)
- Perfect Pink 15: Kisses (2003)
- Private Schoolgirl Secrets 3 (2003)
- Private Sports 1: Moto XXX (2003)
- Pussyman's Face Sitting Fanatics 4 (2003)
- Pussyman's Fashion Dolls 2 (2003)
- Pussyman's Hollywood Harlots 4 (2003)
- Pussyman's Large Luscious Pussy Lips 5 (2003)
- Rim of the World (2003)
- Rub The Muff 7 (2003)
- Sex Idol (2003)
- Smokin' In The Girls Room 2 (2003)
- Smoking Butts 1 (2003)
- Splurge (2003)
- Squirting Adventures Of Dr. G 2 (2003)
- Strip Tease Then Fuck 2 (2003)
- Summer Mischief (2003)
- Swirl (2003)
- Tits And Ass 3 (2003)
- Torment 20 (2003)
- Total Babe 2: High Class Ass (2003)
- Totally Natural Nymphos 4 (2003)
- Train My White Ass 5 (2003)
- Un-natural Sex 11 (2003)
- Under The Cover Of Darkness (2003)
- Under The Influence (2003)
- Web Cam Girls (2003)
- Wet Fantasies (2003)
- White Wife Black Cock 2 (2003)
- Wild College Coeds 3 (2003)
- Young Sluts, Inc. 15 (2003)
- 100% Blowjobs 24 (2004)
- 2 Hot To Handle 1 (2004)
- Absolute Ass 1 (2004)
- American Sex (2004)
- Anal Beauties (2004)
- Ashley Blue Cock Star (2004)
- Ass Quake (2004)
- Ass Watcher 2 (2004)
- Bet Your Ass 2 (2004)
- Big Black Beast 1 (2004)
- Big Shootout (2004)
- Biggz And The Beauties 6 (2004)
- Black And White Assfault 2 (2004)
- Black on White Crime 5 (2004)
- Blowjob Mania (2004)
- Butt Lick'in Sweethearts 1 (2004)
- Butt Plumbers 5 (2004)
- Chew On My Spew POV 2 (2004)
- Deep Cheeks 11 (2004)
- Defiled In Style (2004)
- Double Impact 1 (2004)
- Double Stuffed 3 (2004)
- Down The Hatch 12 (2004)
- Extreme Penetrations (2004)
- Eye Candy 1 (2004)
- Feeding Frenzy 5 (2004)
- Getting Personal (2004)
- Getting Stoned 1 (2004)
- Girls Like It Rough (2004)
- Gob Swappers 1 (2004)
- Here Cum The Brides 2 (2004)
- Hustler Centerfolds 3 (2004)
- I Know What You Did Last Night (2004)
- If It Ain't Black Take It Back 1 (2004)
- Intensitivity 1 (2004)
- Invasion Of Privacy (2004)
- Iron Head 1 (2004)
- Jack's Anal Initiations 2 (2004)
- Jaded (2004)
- Late Night Sessions With Tony Tedeschi (2004)
- Latex Cops (2004)
- Latex Housewives (2004)
- Lip Service (2004)
- Liquid Gold 9 (2004)
- Max Faktor 9 (2004)
- Meat Holes 1 (2004)
- Misty Beethoven: The Musical (2004)
- Naughty Nannies (2004)
- Nina Hartley's Private Sessions 10 (2004)
- Nina Hartley's Private Sessions 9 (2004)
- Orgy World: The Next Level 7 (2004)
- Playing With Venus (2004)
- Porking With Pride 1 (2004)
- Porking With Pride 2 (2004)
- Private Reality 21: Fuck Me (2004)
- Private Xtreme 16: Big Titted Super Sluts (2004)
- Pussy Whipped 3 (2004)
- Sex Trainer (2004)
- She Swallows 14 (2004)
- She's No Ordinary Girl (2004)
- Small Sluts Nice Butts 2 (2004)
- Smoke Power (2004)
- Sodomy Law of the Land (2004)
- Soloerotica 4 (2004)
- Squirting 101 3 (2004)
- Star Struck (2004)
- Stick It In My Face 2: That Dick Ain't Gonna Suck Itself (2004)
- Stop My Ass is On Fire 11 (2004)
- Stormy Romance (2004)
- Stuntgirl 1 (2004)
- Surreal Sex Life (2004)
- Tails From The Toilet (2004)
- Totally Natural Nymphos 6 (2004)
- Tough Love 2 (2004)
- True Hardwood Stories (2004)
- Whore Next Door (2004)
- Wicca (2004)
- 12 Nasty Girls Masturbating 1 (2005)
- 31 Flavors (2005)
- Adult Video News Awards 2005 (2005)
- All Girl Pussy Party 6 (2005)
- Apprentass 3 (2005)
- Ass Busters (2005)
- Ass Eaters Unanimous 8 (2005)
- Ass Feast 2 (2005)
- Ass Holes (2005)
- Ass Jumpers 1 (2005)
- Assfensive 3 (2005)
- Assturbators 2 (2005)
- Attention Whores 3 (2005)
- Babes Illustrated 15 (2005)
- Bathroom Bitches (2005)
- Belladonna: No Warning 1 (2005)
- Big Mouthfuls 8 (2005)
- Billy Glide's XXX Adventures 1 (2005)
- Black Inside Me 1 (2005)
- Brunettes Deluxxxe (2005)
- Craving Black Cock 2 (2005)
- Cream Filled 1 (2005)
- Cream Filled Ass Pies (2005)
- Cum Buckets 2 (2005)
- Cumfixation 1 (2005)
- Desperate Town Whores (2005)
- Deviant Behavior 1 (2005)
- Different Point Of View (2005)
- Dirty Little Sex Secrets 1 (2005)
- Double Penetration 2 (2005)
- Dreamcummers (2005)
- Girls Gone Black 1 (2005)
- Girlvert 8 (2005)
- Go Fuck Yerself 2 (2005)
- Go Fuck Yourself (II) (2005)
- Hooker Chic (2005)
- Hot Property (2005)
- Hottest Bitches In Porn (2005)
- Hungry For Ass (2005)
- If It Ain't Black Take It Back 3 (2005)
- Inside Job 2 (2005)
- Internal Affairs (2005)
- Intimate Secrets 4 (2005)
- Jack's Playground 23 (2005)
- Jenna's Favorite Fantasies (2005)
- Key To Sex (2005)
- Meat Holes 2 (2005)
- Model Behavior (2005)
- Money Hole (2005)
- Motel Freaks (2005)
- Mountain High (2005)
- Mouth 2 Mouth 3 (2005)
- Mouth Meat 2 (2005)
- My Neighbors Daughter 9 (2005)
- Nailed With Cum 2 (2005)
- Neo Pornographia 3 (2005)
- No Holes Barred (2005)
- No Holes Left Unfilled 1 (2005)
- Obsession 1 (2005)
- Oral Fantasies 5 (2005)
- Pandora's Box (2005)
- Pop 3 (2005)
- Private Xtreme 17: Anal Freedom (2005)
- Professianals 7 (2005)
- Real Female Masturbation 25 (2005)
- Satisfy the Boss (2005)
- Split That Booty 3 (2005)
- Tearing It Up 2 (2005)
- TNT Babes 2 (2005)
- Unleashed (2005)
- Welcum To Casa Butts 2 (2005)
- West Coast Gangbang Team 12 (2005)
- White Girls Suck and Swallow 3 (2005)
- Who Do You Love (2005)
- Who Fucked Rocco (2005)
- 50 To 1 3 (2006)
- All Girl Euphoria (2006)
- Allure: A Lost Angels Collection (2006)
- American Bi 1 (2006)
- American Sex Idol (2006)
- Asshunt (2006)
- Best Of Interracial Cream Pies (2006)
- Big Titties 1 (2006)
- Black Label 41: God's Will (2006)
- Bring Your A Game 2 (2006)
- Chasing The Big Ones: Favorite Size Queens: The Final Episode (2006)
- Cheek Splitters 2 (2006)
- Crow In The Snow 2 (2006)
- Decline Of Western Civilization (2006)
- Desperate Mothers and Wives 4 (2006)
- Destroy The World 4 (2006)
- Dirt Bags 2 (2006)
- Double D Babes 2 (2006)
- Double Shocker 3 (2006)
- Fade To Black 2 (2006)
- Girl Pirates 2 (2006)
- Greatest Cum Sluts Ever (2006)
- Greatest Cum Sluts Ever 2 (2006)
- Hellfire Sex 4 (2006)
- Leid In Hawaii (2006)
- Live And Loaded In LA (2006)
- Midnight Prowl 8 (2006)
- Mouthful Of Ass (2006)
- No Silicone Zone (2006)
- Older Women And Younger Women 7 (2006)
- Pussy Party 16 (2006)
- Rake And Ho'em 2 (2006)
- Rock Hard 6 (2006)
- Sex Fest (2006)
- Sexual Multiplicity (2006)
- Slave Dolls 2 (2006)
- So You Think You Can Fuck 1 (2006)
- That's Fucked Up (2006)
- Up'r Class 3 (2006)
- A-List Party Sluts (2007)
- Boundaries 2 (2007)
- Boundaries 3 (2007)
- Brunettes Do It Better (2007)
- Cream Filled Cuties 1 (2007)
- Fetish Fever 1 (2007)
- Filthy Talkin' Fuck Dolls (2007)
- Fusxion Fantasies 2 (2007)
- Gangbang Squad 11 (2007)
- Happy Tits (2007)
- Hit Me With Your Black Cock (2007)
- Interracial Bus Stop Orgies (2007)
- Me Myself and I 1 (2007)
- MILF and Cookies (2007)
- MILF O Rama 3 (2007)
- MILF Slammers 3 (2007)
- Pipe Dreams (II) (2007)
- Really MILF (2007)
- Sex Mania (2007)
- Shane Diesel's Fucking Adventures 2 (2007)
- Starlet Hardcore 1 (2007)
- Teenage Wasteland (2007)
- Toy Boxes 2 (2007)
- Wide Open For Anal (2007)
- Young and Juicy Big Tits 1 (2007)
- Cheating Wives (2008)
- Cocksicle (2008)
- Girls in Training 2 (2008)
- Great Ass And Stocking Too (2008)
- It's A Girlfriend Thing (2008)
- Kid Bengala Vs. Biggz (2008)
- Latex Sex (2008)
- Load Warriors 1 (2008)
- Pirates of the Sex Sea (2008)
- Romancing the Butthole (2008)
- Swap Meat (2008)
- Un-Original Brand Cocksicle (2008)
- Asstravaganza 11 (2009)
- Biggz Does Them All 2 (2009)
- Double Time (2009)
- Lesbians Love Sex 4 (2009)
- Menage A Twat Part Deux (2009)
- MILF Madness 2 (2009)
- Cum Stained Freaky Chicks 3 (2010)
- Down for Anything (2010)
- Cream on the Inside 1 (2011)
- Interracial Lesbian Tryouts (2011)
- Ass Masters 10 (2012)
- Attack Of The Squirting Succubutts (2012)
- Cream on the Inside 2 (2012)
- Precious Brides (2012)
- World of Sexual Variations 4 (2012)